# Aníbal López
Aníbal López (* 13. April 1964 in Guatemala-Stadt; † 26. September 2014 ebenda) war ein guatemaltekischer Fotograf, Videokünstler und Aktionist.

## Leben und Werk
Seit den 1990er Jahren bewegte sich Aníbal López’ Praxis immer weiter weg von der figurativen Malerei, der Fotografie und Videokunst hin zu Aktionen, die Street Art, Performance, Minimalismus, Konzeptkunst und Aktivismus miteinander verbinden.

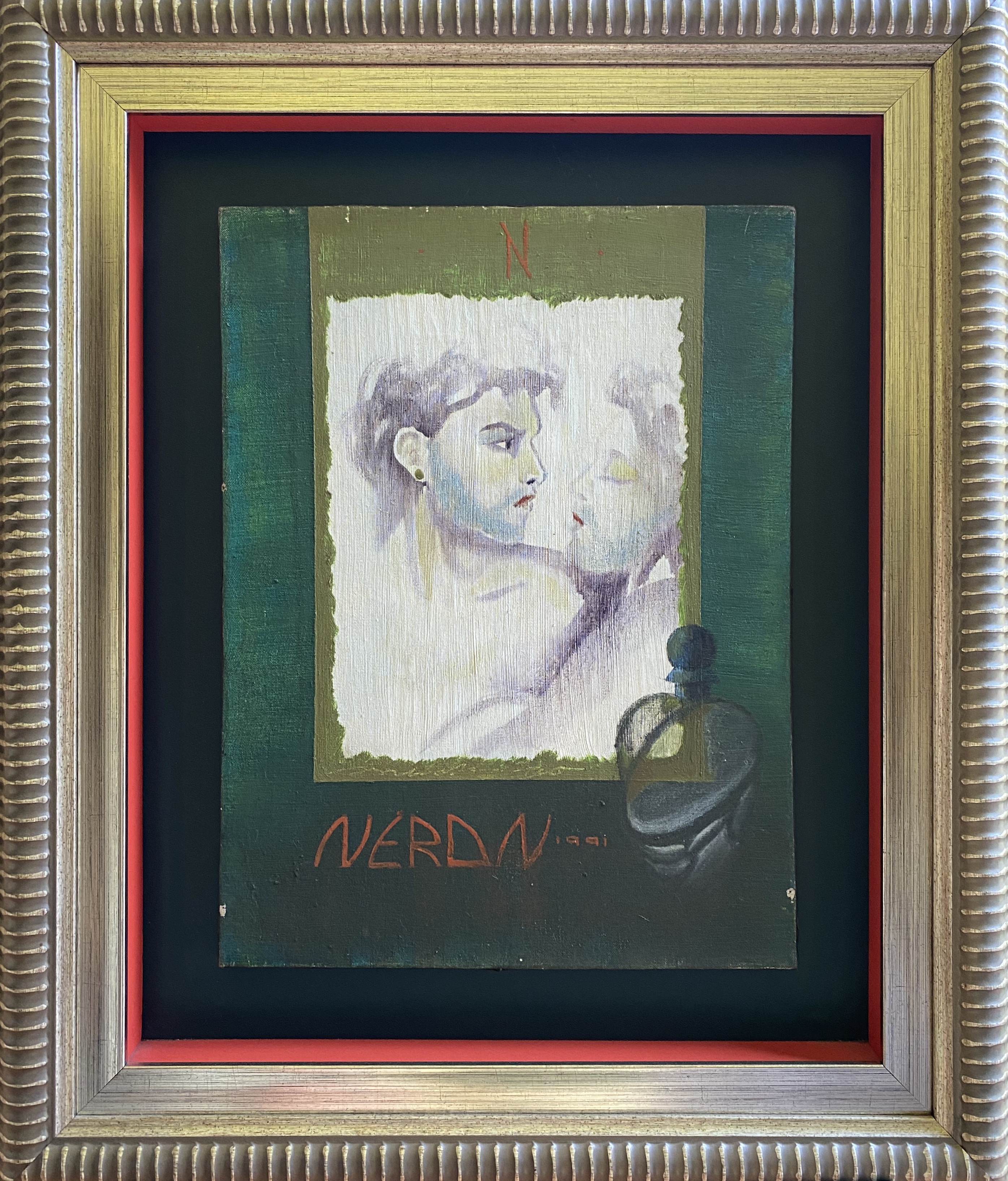
Painting from Aníbal López (A-1 53167). Title: Nerón (Nero). Year: 1991.

López signierte seit 1997 viele seiner Kunstaktionen mit dem Pseudonym/Decknamen A-1 53167 (es handelt sich dabei um die Nummer seines guatemaltekischen Ausweises). 2001 zeigte López auf der 49. Biennale di Venezia die fotografische Serie 30 de Junio. Er schüttete 10 Säcke Kohle auf einer Straße aus, durch die wenige Stunden später eine Militärparade stattfand. Für das Projekt Testimonio zur dOCUMENTA (13) lud er einen guatemaltekischen Sicario, einen Auftragsmörder ein, um mit ihm über die politische Situation in Zentralamerika zu sprechen. Ein Video und Schwarzweißfotografien, mit denen López die Begegnung dokumentierte, wurden ausgestellt.